# Маджерито
Мадже́рито (болг. Маджерито) — село в Старозагорській області Болгарії. Входить до складу общини Стара Загора.

## Населення
За даними перепису населення 2011 року у селі проживали 533 особи.
Національний склад населення села:
| Національність   | Кількість осіб | Відсоток |
| ---------------- | -------------- | -------- |
| болгари          | 510            | 96,4%    |
| турки            | 14             | 2,6%     |
| Всього відповіли | 529            |          |

Розподіл населення за віком у 2011 році:
Динаміка населення: